# Kostel svatého Jana Nepomuckého (Rejšice)
Kostel svatého Jana Nepomuckého v Rejšicích je barokní sakrální stavbou. Od roku 1987 je kostel spolu s farou a okolními hospodářskými budovami chráněn jako kulturní památka.

## Historie
Kostel byl postaven v letech 1730–1737 na půdorysu rovnoramenného kříže podle projektu Franze Ignatze Préea. Stavitelem byl J. Sovenský z Dobrovice. Upravován byl v letech 1787 a 1799 podle návrhu architekta J. Zobela, a dále v roce 1855.

## Architektura
Kostel je obdélný, sálový, s výraznými středovými rizality. V západní části má nad kruchtou hranolovou věž. Ve východní části sálu, k níž je přistavěn půlkruhový závěr, se nachází presbytář. Kostel je zevně ozdoben lizénovými rámci. Má obdélná okna zasazená do segmentu. Ve věži s cibulovou bání se nachází prostý portál.
Uvnitř kostela jsou ploché stropy z roku 1787, které spočívají zčásti na pilastrech. Kruchta je zděná, posazená na třech obloucích.

## Vybavení
Zařízení kostela je původní. Hlavní oltář pochází z roku 1738. Jedná se o sloupovou portálovou architekturu s nástavcem, kterou podle Préeova projektu provedl truhlář P. Vyšohlíd se sochami sv. Isidora a sv. Petra z Verony, které pocházejí z dílny J. Jelínka z Kosmonos. Oltářní obraz glorifikace sv. Jana Nepomuckého, pocházející snad od J. Barbieriho, byl přemalován v roce 1891 J. Vysekalem. Kazatelna z roku 1739 je také dílem, stejně jako oltář, truhláře P. Vyšohlída. Na kazatelně se nachází socha sv. Pavla od J. Jelínka. V kostele je také oltář Svaté rodiny z roku 1895 a oltář sv. Aloise z roku 1898. Oba jsou vybavené plastikami českých patronů od bratří Bušků ze Sychrova. Raně barokní cínová křtitelnice s reliéfem Křtu a Umučení Krista pochází z roku 1639.